# Jozef Karol Hell
Jozef Karol Hell (in tedesco: Josef/ph Karl Hell, in ungherese: Hell József Károly; Banská Štiavnica, 15 maggio 1713 – Banská Štiavnica, 11 marzo 1789) è stato un ingegnere e inventore slovacco.
Inventò la pompa ad acqua nel 1749 (primo utilizzo 1753), che fu impiegata principalmente per l'estrazione dell'olio. Propose di costruire i serbatoi di tajchy a Banská Štiavnica. La sua prima macchina era in grado di pompare acqua fino dalla profondità di 212 metri.